# ジョン・エルカーン
ジョン・エルカーン（英語: John Jacob Philip "Jaki" Elkann、ジョン・ヤコブ・フィリップ・"ヤキ"・エルカン、1976年4月1日生まれ）は、ニューヨーク出身のユダヤ系イタリア人実業家でフィアット創業家として知られるアニェッリ家のメンバー。
一族が所有するフィアット・クライスラー・オートモービルズ(FCA)の会長やアニェッリ家の資産管理会社エクソールの会長兼最高経営責任者、FCAの影響を大きく受けるフェラーリの会長を務める。愛称は「ヤキ（Jaki）」。

## プロフィール

### 生い立ち
1976年にアメリカのニューヨークで、ユダヤ人作家のアラン・エルカーンとジャンニ・アニェッリ元会長の娘のマルガリータの長男として生まれる。高祖父ジョヴァンニ・アニェッリはフィアット創業者で、祖父ジャンニ・アニェッリはフィアット元名誉会長である。
幼少期をイギリスやブラジル、フランスで過ごし、パリの高校を卒業。1997年、トリノ工科大学在学中の21歳のときにフィアット社の役員会メンバーに選ばれた。大学卒業後はジェネラル・エレクトリック（GE）の監査役を経て、2002年にフィアットに復帰した。

### フィアット副会長
2003年にジャンニが死去し、フィアット会長の座を継いだ弟のウンベルトも2004年5月に亡くなったことを受けて、ルカ・ディ・モンテゼモーロが新会長に就任すると、エルカーンはフィアット社副会長に就任した。
実弟で国際ブランドマーケティング部長に就任したラポとともに、1990年代後半以降業績が低迷していたフィアット社を立て直すべく奮闘し、見事に建て直しに成功。次期フィアット社会長の最有力候補といわれていた。

### 会長就任
2010年4月20日、ディ・モンテゼーモロ会長がフィアットの会長を退任し、会長の座をエルカーンに譲ると発表した。100年以上続くフィアットの歴史の中で、エルカーンは34歳という最も若い会長となった。なお、ディ・モンテゼーモロは会長退任後も同社取締役とフェラーリ会長の座に留まり、2014年に退任した。
その後、セルジオ・マルキオンネCEOとともに、フィアット・クライスラー・オートモービルズ（FCA）を引っ張る役目を担うこととなった。2018年7月21日、マルキオンネの病状悪化に伴い、フェラーリの会長に就任した（マルキオンネは4日後の7月25日に死去）。

## 家族
2004年9月4日に、伯爵家出身のラビーナ・ボッロメオと結婚した。結婚式には当時首相であったシルヴィオ・ベルルスコーニなどイタリアの政財界の大物がそろって出席した。現在は3人の子供がいる。
弟のラポはイタリア・インディペンデント代表。従兄弟のアンドレア・アニェッリはアニェッリ家が所有するイタリア・トリノを拠点とするプロサッカークラブのユヴェントスFCの会長を務めている。

## 主な役職
- エクソール：会長, CEO
- ジャンニ・アニェッリNV：会長, ゼネラルパートナー
- ジャンニ・アニェッリ財団：会長
- フィアット・クライスラー・オートモービルズ：会長
- フェラーリ：会長
- GEDI グルポ・エディトリアレ：副会長
- エコノミスト・グループ：取締役
- パートナー・リー：取締役
- ニューヨーク近代美術館：評議員